# Oratori de Sant Felip Neri (Gràcia)
L'Oratori de Sant Felip Neri és un conjunt arquitectònic situat entre els carrers del Sol, Montseny i Ros de Olano de la Vila de Gràcia, catalogat com a bé cultural d'interès local.

## Història
Entre 1883 i 1885 s'hi va construir un primer temple, que en poc temps va quedar petit per a acollir-hi els nombrosos feligresos. L'arquitecte vigatà Josep Artigas i Ramoneda, en col·laboració amb el mestre d'obres Leandre Amargós, va projectar un de més gran, construït entre 1891 i 1894 i ampliat deu anys més tard pel mateix arquitecte.

## Descripció
El conjunt està format per l'església i les dependències residencials de la comunitat, que s'organitzen al voltant d'un claustre central. La façana és una reproducció de la de l'església de Sant Felip Neri, situada al Barri Gòtic, i consta de tres cossos amb acabament semicircular al central; sobre la porta principal d'entrada hi ha una fornícula amb l'escultura del Sant, i a sobre, una rosassa. Té també un campanar de planta quadrada. L'interior és també d'estil neobarroc amb una única nau i capelles laterals.

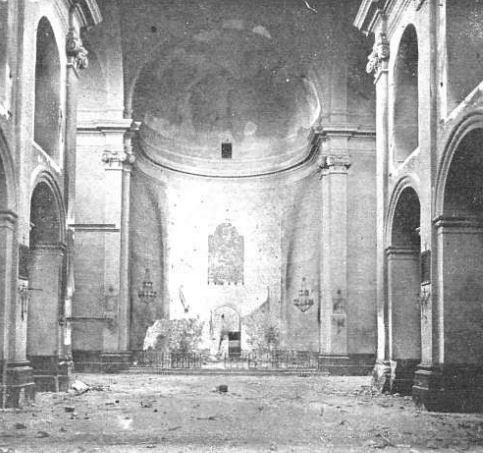
L'interior després de la Setmana Tràgica (1909)